# قائمة مساجد كركوك

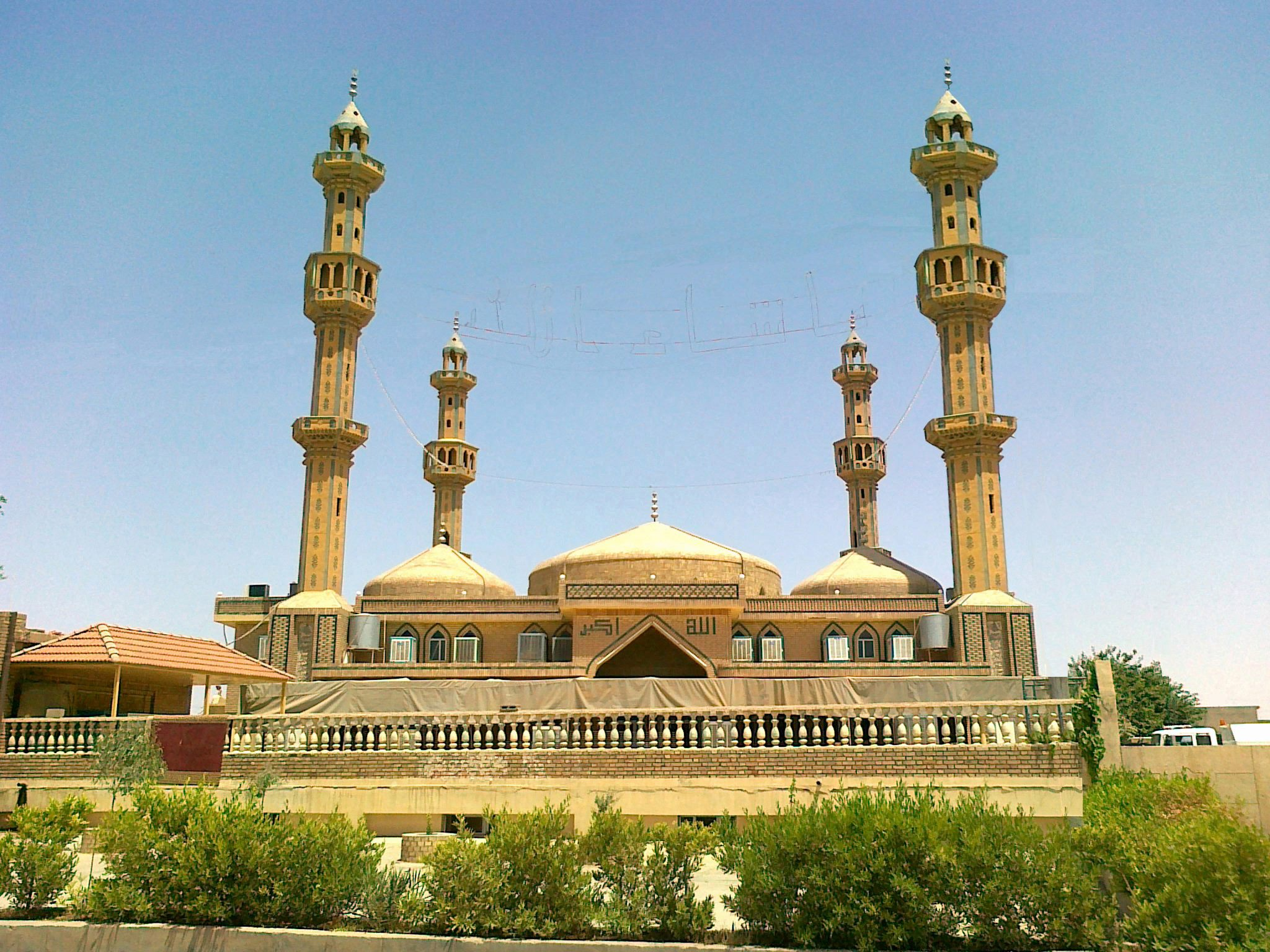
جامع النور الكبير

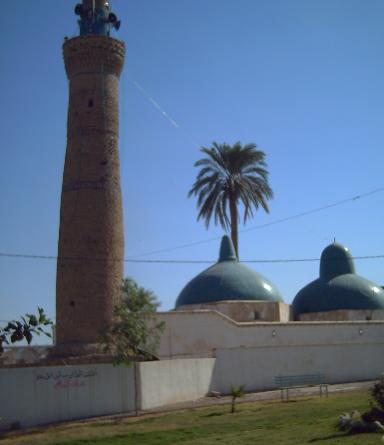
جامع النبي دانيال

تحتوي محافظة كركوك في العراق على العديد من الجوامع والمراقد والمساجد والأضرحة القديمة ومنها الآتي:
- جامع النبي دانيال في كركوك
- جامع صهيب بن سنان.
- جامع النائب.
- مسجد الصديق.
- جامع دلي باش (القعقاع بن عمرو التميمي).
- جامع ملا احمد كرده (حبيب بن زيد).
- جامع ومرقد الإمام قاسم.
- مرقد الامام سلطان ساقي.
- مسجد قيس بن ثابت (الملا عمر كومبتي).
- جامع الحاج مصطفى آل قيردار.
- جامع علي بك الجلالي.
- جامع سهيل بن عمرو.
- جامع وتكية الشيخ عبد الباقي.
- جامع وتكية السيد علي أبو علوك.
- جامع السيد أحمد خانقا.
- جامع الشيخ محمد حسام الدين الحاج كوثر.
- جامع محمد الغوث (مسجد القاضي).
- جامع نفتلي (حمزة بن عبد المطلب).
- جامع سعد بن أبي وقاص (جامع ملا قاوون).
- الجامع الكبير في القلعة.
- جامع المجيدية أو التكية الطالبانية.
- جامع وتكية السيد محمد نجيب الجباري.
- مسجد وتكية الشيخ عبد الكريم القطب.
- جامع الشيخ جكري.
- مسجد الشيخ جرجيس.
- جامع النور الكبير.